# Where Are You Going, Where Have You Been?
Where Are You Going, Where Have You Been? ('¿Adónde vas, dónde has estado?') es un cuento de Joyce Carol Oates, recogido en numerosas antologías. Oates se inspiró en tres asesinatos cometidos por Charles Schmid en Tucson, Arizona, que fueron narrados por Don Moser en un artículo publicado en la revista Life el 4 de marzo de 1966. Oates dedicó la historia a Bob Dylan, pues la escribió tras escuchar la canción de este "It's All Over Now, Baby Blue".
La historia, con no pocos cambios, fue llevada al cine en 1985 con el título de Smooth Talk, con Laura Dern y Treat Williams como protagonistas. 

## Argumento
El personaje principal de la historia de Oates es Connie, una hermosa chica de 15 años. Mientras sus padres están lejos, en una barbacoa con su tía, dos hombres se paran frente a su casa y llaman a Connie. El conductor, Arnold Friend, le dice a Connie que tiene dieciocho años y ha venido para llevársela. Connie no conoce al hombre y tarda en comprender que Friend es mucho mayor de lo que dice. Como Connie rechaza acompañarle, él presiona hasta que obliga a Connie a marcharse con él. La historia termina con Connie abandonando el porche; el destino que la espera queda en duda.

## Temas
A menudo se ha visto en Arnold Friend una imagen de Satanás. Según escribe Oates, su cara estirada parece una máscara y la posición extraña de sus botas sugiere una pezuña de cabra o una pierna postiza.